# Coliquio
coliquio ist ein deutschsprachiges Online-Expertennetzwerk, das sich auf den Wissensaustausch für Ärzte spezialisiert hat. Zugang haben ausschließlich approbierte Ärzte und approbierte Psychotherapeuten. Diese tauschen sich bei coliquio zu Patientenfällen, Diagnosen und Therapieoptionen aus. Sie suchen nach Erfahrungsberichten und Informationen zu Präparaten und Indikationen und haben im Netzwerk auch Zugriff auf Know-how und Informationen von Pharmaunternehmen. Mit Stand März 2025 sind über 260.000 Ärzte aus der DACH-Region und aller Fachgebiete registriert. Ziel des Unternehmens ist der „Dialog für bessere Medizin“.

## Grundidee
Die Grundidee des Unternehmens basiert auf einem Forschungsprojekt an der Hochschule Konstanz zum Thema Wissensmanagement in Expertengruppen auf „Peer-to-Peer-Basis“. Ziel ist es, den Austausch von individuellem Erfahrungswissen auf sinnvolle und praxistaugliche Weise zu ermöglichen. Kernelement dabei ist die Schaffung eines Netzwerkes gleichberechtigter Experten (Peers), das den barriere- und zensurfreien Austausch untereinander ermöglicht.

## Geschichte
Das Unternehmen entstand 2007 aus einem Forschungsprojekt im Bereich strategisches Führungssystemmanagement an der Hochschule Konstanz für Technik, Wirtschaft und Gestaltung (HTWG). Ursprünglich als Abschlussarbeit der beiden Wirtschaftsingenieur-Studenten Martin Drees und Felix Rademacher angelegt, wurde es von der HTWG gefördert. Nach fünf Monaten hatte die Kommunikationsplattform 1.100 registrierte Benutzer. Inzwischen ist coliquio eine Gesellschaft mit beschränkter Haftung und finanziert sich u. a. durch Marktforschung. Damit kann die Nutzung für Ärzte weiterhin kostenlos bleiben. Auftraggeber (in der Regel Arzneimittelunternehmen) können Infocenter mit Hilfe der coliquio-Redaktion betreiben und dort Informationen zu ihrer Forschung, zu Präparaten etc. den coliquio-Mitglieder bereitstellen. Die Informationen des Infocenters werden z. B. in den coliquio-Newsletter eingebracht. Die Infocenter-Auftraggeber nehmen nicht an internen Arzt-zu-Arzt-Diskussionen statt. Die Mitglieder bleiben unter sich und die Redaktion für medizinische Themen ist fachlich unabhängig.

## coliquio GmbH
Betreiber der Website ist die coliquio GmbH mit Sitz in Konstanz, Baden-Württemberg. Sie hat derzeit mehr als 120 Angestellte an zwei Standorten (Konstanz und München). Die coliquio GmbH wird derzeit von Katharina Radunz, Heike Zipf und Kerstin Dehn geführt. Seit 2020 gehört coliquio zu WebMD Health (USA)

## Auszeichnungen
- Innovationspreis e-Health 2008[4]
- Tebo-Umsetzungspreis: Preis des Technologiezentrums der Empa (Eidgenössische Materialprüfungs- und Forschungsanstalt) mit Sitz in St. Gallen (Schweiz)